# Губар Іван Гаврилович
Губар Іван Гаврилович (нар. 18 квітня 1929, Партизани, Приморський район, Запорізька область — 30 вересня 2018, Володимир-Волинський, Волинська область) — почесний громадянин Володимира-Волинського, Заслужений вчитель УРСР, кавалер орденів Трудового Червоного Прапора (1971) та Леніна (1986), директор Володимир-Волинського педагогічного училища у 1961—1996 рр.

## Біографія
Навчався на природничо-географічному факультеті Бердянського учительського інституту.

Після випуску направлений на захоплену СРСР Волинь. Працював у Володимирі-Волинському, у школі № 2, Островецькій школі, школі № 5.

У січні 1963 року призначений директором місцевого педучилища. Пробув на посаді до 1996 р., а до 2000 р. ще продовжував викладати.